# خون‌فامیان
خون‌فامیان (نام علمی: Apodanthaceae) نام یک تیره از راسته کدوسانان است.